# ایبرکاسل
ایبرکاسل (به انگلیسی: Abercastle) یک روستا در بریتانیا است که در پمبروکشر واقع شده‌است.